# Tephroseris reverdattoi
Tephroseris reverdattoi là một loài thực vật có hoa trong họ Cúc. Loài này được (Sobolevsk.) Barkalov miêu tả khoa học đầu tiên năm 1992.